# Łukasz Antoni Aleksandrowicz
Łukasz Antoni Aleksandrowicz herbu własnego – chorąży lidzki w latach 1714–1749, stolnik lidzki w latach 1713–1714, podstarości lidzki w latach 1713-1720, skarbnik lidzki w latach 1710–1713, pułkownik lidzki i marszałek sądów kapturowych powiatu lidzkiego w 1733 roku.
Poseł powiatu lidzkiego na sejm 1718, 1720, 1722 roku, 1729 roku, sejm 1730 roku i sejm 1732 roku. Był posłem powiatu lidzkiego na sejm elekcyjny 1733 roku. Jako deputat i poseł na sejm elekcyjny z powiatu lidzkiego podpisał pacta conventa Stanisława Leszczyńskiego w 1733 roku. Poseł powiatu lidzkiego na sejm 1738 roku i sejm 1746 roku.